# العلاقات الجامايكية الغانية
العلاقات الجامايكية الغانية هي العلاقات الثنائية التي تجمع بين جامايكا وغانا.

## مقارنة بين البلدين
هذه مقارنة عامة ومرجعية للدولتين:
| وجه المقارنة                                              | جامايكا       | غانا         |
| --------------------------------------------------------- | ------------- | ------------ |
| المساحة (كم2)                                             | 10.99 ألف     | 238.53 ألف   |
| عدد السكان (نسمة)                                         | 2.95 مليون    | 26.91 مليون  |
| الكثافة السكانية (ن./كم²)                                 | 268.43        | 112.82       |
| العاصمة                                                   | كينغستون      | أكرا         |
| اللغة الرسمية                                             | لغة إنجليزية  | لغة إنجليزية |
| العملة                                                    | دولار جامايكي | سيدي غاني    |
| الناتج المحلي الإجمالي (بليون دولار)                      | 14.77 مليار   | 47.33 مليار  |
| الناتج المحلي الإجمالي (تعادل القوة الشرائية) بليون دولار | 24.79 مليار   | 115.41 مليار |
| الناتج المحلي الإجمالي الاسمي للفرد دولار أمريكي          | 5.23 ألف      | 1.37 ألف     |
| الناتج المحلي الإجمالي للفرد دولار أمريكي                 | 8.88 ألف      | 4.08 ألف     |
| مؤشر التنمية البشرية                                      | 0.719         | 0.579        |
| رمز المكالمات الدولي                                      | +1876         | +233         |
| رمز الإنترنت                                              | .jm           | .gh          |
| المنطقة الزمنية                                           | 00            | 00           |

## منظمات دولية مشتركة
يشترك البلدان في عضوية مجموعة من المنظمات الدولية، منها:
| علم المنظمة | اسم المنظمة                                                | تاريخ انضمام جامايكا | تاريخ انضمام غانا |
| ----------- | ---------------------------------------------------------- | -------------------- | ----------------- |
|             | يونسكو                                                     | 7 نوفمبر 1962        | 11 أبريل 1958     |
|             | وكالة ضمان الاستثمار متعدد الأطراف                         | 12 أبريل 1988        | 29 أبريل 1988     |
|             | الأمم المتحدة                                              | 18 سبتمبر 1962       | 8 مارس 1957       |
|             | العملية المشتركة للاتحاد الأفريقي والأمم المتحدة في دارفور | ?                    | ?                 |
|             | مجموعة دول أفريقيا والكاريبي والمحيط الهادئ                | ?                    | ?                 |
|             | دول الكومنولث                                              | ?                    | ?                 |
|             | الاتحاد البريدي العالمي                                    | ?                    | ?                 |
|             | البنك الدولي للإنشاء والتعمير                              | 21 فبراير 1963       | 20 سبتمبر 1957    |
|             | الاتحاد الدولي للاتصالات                                   | 18 فبراير 1963       | 17 مايو 1957      |
|             | منظمة حظر الأسلحة الكيميائية                               | ?                    | ?                 |
|             | مؤسسة التمويل الدولية                                      | 31 مارس 1964         | 3 أبريل 1958      |
|             | المركز الدولي لتسوية المنازعات الاستشارية                  | 14 أكتوبر 1966       | 14 أكتوبر 1966    |
|             | منظمة التجارة العالمية                                     | ?                    | ?                 |
|             | منظمة الشرطة الجنائية الدولية                              | ?                    | ?                 |

## أعلام
هذه قائمة لبعض الشخصيات التي تربطها علاقات بالبلدين:
- بوب مارلي (مغني جامايكي، 6 فبراير 1945[20][21][22] – 11 مايو 1981[23][20][21])
- تيسا ساندرسون (رامية رمح من المملكة المتحدة، 14 مارس 1956 – )
- زيجي مارلي (موسيقي جمايكي، 17 أكتوبر 1968[24] – )
- كلود مكاي (15 سبتمبر 1889[25][26][27] – 22 مايو 1948[25][28][26])

## وصلات خارجية
- موقع وزارة الخارجية الجامايكية
- موقع وزارة الخارجية الغانية